# Thomas Wayne
Thomas Wayne è un personaggio dei fumetti statunitensi pubblicati da DC Comics, creato da Gardner Fox, Bill Finger e Bob Kane. La sua prima apparizione è in Detective Comics n. 33 (novembre 1939). È il padre di Bruce Wayne, alias Batman.

## Biografia
Thomas Wayne nasce a Gotham City, Stati Uniti, erede di una ricchissima e onorata dinastia dell'alta aristocrazia britannica. Confortato tra i molti agi della favolosa Villa Wayne, il maniero di famiglia, viene educato fin da piccolo alle vie del galateo, della modestia, dell'altruismo e della giustizia. Dopo la laurea con lode in chirurgia si avvia alla professione medica, guadagnandosi una reputazione molto buona, e sposa Martha Kane. Tra i suoi amici più intimi vi sono il suo stesso maggiordomo, il distinto e benevolo Alfred Pennyworth, con cui spesso osa confidarsi richiedendo consigli, e la dottoressa Leslie Thompkins, che gestisce una clinica rivolta a poveri e al recupero dei tossicodipendenti.
Consapevole delle condizioni di grande sofferenza e degrado a cui Gotham è soggetta, decide con entusiasmo di dedicarsi alla beneficenza, creando una Fondazione le cui attività si rivolgono alla soluzione di svariati problemi sociali come la povertà e il degrado urbano, al fine di scoraggiare soprattutto l'abbandono scolastico e la criminalità, di cui assiste le vittime dove e quando le istituzioni municipali e la polizia non ne risultano in grado. La Fondazione si impegna altresì sul fronte medico grazie al sostegno di Leslie. Successivamente, Thomas fonda le Wayne Enterprises, un insieme di aziende dal valore milionario le cui molteplici attività stimolano Gotham sotto il profilo economico e professionale. Pur essendone il Presidente del consiglio di amministrazione, non abbandona mai la professione ospedaliera, e lascia la loro gestione ad un amministratore delegato.
Divenuto padre di Bruce, si prodiga felicemente nella sua educazione, trasmettendogli quegli ideali di onore e onestà che da sempre contraddistinguono i Wayne fino alla sera in cui, uscendo da un cinema insieme alla famiglia, viene rapinato e ucciso con Martha da un delinquente di nome Joe Chill. L'assassinio dei genitori di fronte ai suoi occhi segnerà indelebilmente il piccolo Bruce, che viene cresciuto da Alfred e Leslie, maturando in segreto un profondo desiderio di vendetta che, in età adulta, lo porterà a indossare il mantello di Batman.

## Versioni alternative
Nella linea temporale alternativa mostrata nella miniserie Flashpoint, Barry Allen torna indietro nel tempo per impedire la morte della madre causando una realtà alternativa in cui, in seguito alla rapina di Joe Chill, è Bruce Wayne a morire. La reazione di Thomas Wayne sarà quella di trasformarsi in Batman mentre Martha Wayne diventerà Joker. Come Batman, Thomas è notevolmente più violento del figlio, non esita a torturare i criminali come non disdegna neanche l'uso delle armi da fuoco. Dopo aver incontrato Barry Allen, che mantiene i ricordi della sua vita precedente, Thomas accetta di aiutarlo uccidendo, durante lo scontro finale, Thawne, e dando a Flash la possibilità di impedire al sé stesso del futuro di cambiare il passato. Ma prima di mandarlo indietro, Thomas consegna a Barry una lettera per il figlio, che Barry gli consegnerà portando Bruce a piangere per la commozione. Qualche tempo dopo viaggiando sul Tapis roulant cosmico, Barry torna di nuovo nella realtà Flashpoint che, misteriosamente, non ha smesso di esistere, pertanto Thomas ha potuto solo attendere che la propria casa fosse attaccata dalle Amazzoni e dagli Atlantidei, preparando a sacrificarsi con degli esplosivi. Barry però viaggia in compagnia di Bruce, che dopo tanti anni ha la possibilità di parlare con suo padre che, a sua volta, crede finalmente di essere di fronte al proprio figlio e non a un'allucinazione dopo avergli fatto delle domande. Mentre Flash ripara il Tapis roulant cosmico, i due Batman tengono occupati i soldati, avendo modo di scambiare qualche parola. Quando Barry riesce finalmente a riparare il Tapis roulant, Bruce implora il padre di venire con loro, confessandogli di avere un figlio, ma Thomas lo spinge contro Barry e gli dice di vivere la propria vita con Damian, lasciando che Batman "muoia" lì con lui. Rimasto solo nella Batcaverna, Thomas Wayne assiste alla fine del suo universo, a cui va incontro a testa alta, finalmente in pace con sé stesso e ricordando al figlio il credo degli Wayne: ogni volta che cadono, i Wayne si rialzano!

## Altri media

### Cinema
- Il personaggio di Thomas Wayne appare nella serie cinematografica in svariati analessi. In Batman (1989) è impersonato da David Baxt, mentre in Batman Forever, del 1995, è interpretato da Michael Scranton.
- Nella trilogia del cavaliere oscuro appare in Batman Begins (2005), interpretato Linus Roache dove gode di un maggiore risalto.
- Nel film del DC Extended Universe Batman v Superman: Dawn of Justice (2016), viene interpretato da Jeffrey Dean Morgan.
- In The Batman (2022) è interpretato da Luke Roberts.
- Thomas Wayne interpretato da Brett Cullen appare nel film Joker (2019); contrariamente alle altre versioni, in questa Thomas è un individuo crudele e corrotto, che non si fa scrupoli a tagliare le spese pubbliche mettendo in difficoltà l'esistenza dei poveri di Gotham City per i propri profitti.

#### Film d'animazione
- L'incarnazione in Flashpoint di Thomas Wayne, alias Batman, è apparso nel primo film d'animazione del DC Animated Movie Universe Justice League: The Flashpoint Paradox.
- Una variante alternativa di Thomas Wayne appare anche nel film d'animazione Batman: The Doom That Came to Gotham. In questa versione del personaggio ha fondato Gotham City secoli prima insieme a Oswald Cobblepot, Kirk Langstrom e Robert Queen, utilizzando la magia oscura del Testamento per aumentare la sua durata di vita e la prosperità della città.

### Televisione
- Nella serie televisiva Gotham, viene interpretato dall'attore Grayson McCouch: nella serie, Thomas Wayne appare nella prima puntata, quella in cui viene mostrato l'omicidio dei coniugi Wayne e nei panni di alcuni cloni nella terza e nella quinta stagione.
- Nella serie televisiva Pennyworth, è interpretato da Ben Aldridge: nella serie, Thomas Wayne e il co-protagonista che interagisce insieme ad Alfred Pennyworth, qui il protagonista della storia.